# Marilao
Marilao es un municipio filipino de primera clase, perteneciente a la provincia de Bulacán, en la isla de Luzón.

## Historia
Hacia mediados del siglo XIX, el lugar tenía contabilizada una población de 3825 habitantes, repartidos en 680 casas. Aparece descrito en el segundo volumen del Diccionario geográfico, estadístico, histórico de las Islas Filipinas (1851) de Manuel Buzeta Núñez y Felipe Bravo con las siguientes palabras:

MARILAO: pueblo con cura y gobernadorcillo, en la isla de Luzon, prov. de Bulacan, arz. de Manila: sit. en los 124° 37' long., 14° 45' lat., á la orilla de une stero, en terreno llano, con buena ventilacion y clima templado y saludable. El nombre de este pueblo procede de un arbusto que se cria por su término, cuya madera sirve para teñir de pajizo que en el idioma del pais se dice Manilao. Tiene unas 680 casas, situadas á la orilla del estero que hay al S. del pueblo, la parroquial y la de comunidad. Hay escuela de primeras letras y una igl. parr. de buena fábrica que se construyó á principios de este siglo y se halla servida por un cura regular. Al S. del pueblo sale un camino que conduce á Meicanayan y al N. N. O. del mismo hay otro que dirige al barrio de Lolomboy y hacienda de este mismo nombre. Pónese en bastante mal estado en tiempo de lluvias este último camino, pues atraviesa por las sementeras cuyos terrenos son siempre cenagosos. Confina el term. por N. con Santa María y el de Bocaue al N. N. O. distante el primero 2 leg. y el segundo 1; por S. con Maicauayan á ½ leg.; por N. O. con el de Bulacan cabecera de la prov. á 1 ¾ id.; y por N. E. con el de San José á 2 ¾ leg. El terreno es montuoso hácia el O., aunque no deja de tener buenas llanuras al E. donde se encuentran varios esteros formados por el mar de la bahía de Manila, y al S. E. del pueblo, sobre el estero que hemos mencionado, hay un puente que facilita el camino á Meicauayan. Hay otro que conduce al pueblo de San José; pero este es de herradura. Junto al camino que sale al N. N. O. del pueblo y va á parar al de Guinguinto se halla el barrio de Lolomboy, y la casa de la hacienda de este nombre que pertence á los Padres dominicos es de piedra y teja, y sirve de habitacion al lego encargado de la recaudacion. Tiene un tambobon ó panera donde guardan el arroz. Las otras prod. del pueblo son maiz, algodon, varias legumbres y frutas. La agricultura y la fabricacion de algunas telas es lo que principalmente forma su ind. El com. se reduce á la esportacion del sobrante de estos artículos é importacion de algunos de los que se carece. pobl. 3,825 alm., y en 1845 pagaba 768 ½ trib., que hacen 7,685 rs. plata, equivalentes á 19,212 ½ rs. vn.
(Buzeta y Bravo, 1851, pp. 305-306)

En 2020, tenía censados 254 453 habitantes.